# Chrono champenois-Trophée européen 2016
La 27e édition du Chrono Champenois-Trophée Européen a eu lieu le 11 septembre 2016. La course fait partie du calendrier international féminin UCI 2016 en catégorie 1.1. Elle est remportée par l'Australienne Katrin Garfoot.

## Classements

### Classement final
| \| Classement général \| Classement général \| Classement général \| Classement général \| Classement général \| \| Coureur \| Coureur \| Pays \| Équipe \| Temps \| \| ------------------ \| ------------------ \| ------------------ \| ------------------------- \| ------------------ \| \| 1re \| Katrin Garfoot \| Australie \| Orica-AIS \| 44 min 13 s \| \| 2e \| Olga Zabelinskaïa \| Russie \| BePink \| + 12 s \| \| 3e \| Ellen van Dijk \| Pays-Bas \| Boels Dolmans \| + 18 s \| \| 4e \| Amber Neben \| États-Unis \| BePink \| + 35 s \| \| 5e \| Lisa Brennauer \| Allemagne \| Canyon-SRAM Racing \| + 1 min 01 s \| \| 6e \| Hayley Simmonds \| Royaume-Uni \| \| + 1 min 27 s \| \| 7e \| Ann-Sophie Duyck \| Belgique \| Topsport Vlaanderen-Etixx \| + 1 min 40 s \| \| 8e \| Tiffany Cromwell \| Australie \| Canyon-SRAM Racing \| + 1 min 52 s \| \| 9e \| Elena Cecchini \| Italie \| Canyon-SRAM Racing \| + 2 min 32 s \| \| 10e \| Shara Gillow \| Australie \| Rabo Liv Women \| + 2 min 58 s \| |                   |             |                           |              |
| |                   |             |                           |              |
| |                   |             |                           |              |
| Classement général |                   |             |                           |              |
| Coureur | Coureur           | Pays        | Équipe                    | Temps        |
| 1re | Katrin Garfoot    | Australie   | Orica-AIS                 | 44 min 13 s  |
| 2e | Olga Zabelinskaïa | Russie      | BePink                    | + 12 s       |
| 3e | Ellen van Dijk    | Pays-Bas    | Boels Dolmans             | + 18 s       |
| 4e | Amber Neben       | États-Unis  | BePink                    | + 35 s       |
| 5e | Lisa Brennauer    | Allemagne   | Canyon-SRAM Racing        | + 1 min 01 s |
| 6e | Hayley Simmonds   | Royaume-Uni |                           | + 1 min 27 s |
| 7e | Ann-Sophie Duyck  | Belgique    | Topsport Vlaanderen-Etixx | + 1 min 40 s |
| 8e | Tiffany Cromwell  | Australie   | Canyon-SRAM Racing        | + 1 min 52 s |
| 9e | Elena Cecchini    | Italie      | Canyon-SRAM Racing        | + 2 min 32 s |
| 10e | Shara Gillow      | Australie   | Rabo Liv Women            | + 2 min 58 s |